# 易安迪JT26CW-SS型柴油机车
易安迪JT26CW-SS型柴油机车（英語：EMD JT26CW-SS）是易安迪生产的一款柴电动力柴油机车型号。它是在20世纪80年代由当时仍为通用汽车子公司的电力事业部（易安迪）所开发，并根据英国的编号方案被定型为59型。
共有三个批次的15台机车分别由英国的私营铁路运营商福斯特·约曼、汉森和英格兰、威尔士和苏格兰铁路公司所持有。除59003号机车外，其余均在英国本土担当货运。
德国铁路在1997年接管了原福斯特·约曼持有的的003号机车，并根据自身的编号方案将其重定型为259 003号。在德国铁路的运用结束后，该机车被出售至重型牵引动力国际（Heavy Haul Power International），并继续在德国境内使用。